# 雷乔
雷乔（德語：Retschow）是德国梅克伦堡-前波美拉尼亚州的一个市镇。总面积18.87平方公里，总人口916人，其中男性491人，女性425人（2011年12月31日），人口密度49人/平方公里。